# Elecciones federales de Australia de 1949
Las elecciones federales de Australia de 1949 se celebraron el 10 de diciembre para elegir a los miembros de la Cámara de Representantes y a 42 de los 60 senadores del Senado. El gobierno laborista, liderado por Ben Chifley, fue derrotado por la oposición que conformaba la coalición Liberal-Nacional dirigida por Robert Menzies. Menzies consiguió ser elegido por segunda vez Primer Ministro de Australia, tras haber ejercido en este cargo entre 1939 y 1941. Esta elección supuso el fin del gobierno laborista establecido en 1941, así como el comienzo de 23 años de gobierno de la coalición Liberal-Nacional. También supuso la primera victoria a nivel federal del Partido Liberal de Australia tras su fundación en 1945. La campaña electoral se centró en las políticas ejercidas por el gobierno laborista, especialmente la nacionalización de los bancos. El Primer Ministro Ben Chifley pretendía tener a los bancos australianos bajo el control federal, a lo que la coalición liberal-nacional se opuso por no consideralo de interés nacional. La coalición liberal-nacional también prometía acabar con el racionamiento implantado durante la Segunda Guerra Mundial. La huelga de la industria minera del carbón de ese año perjudicó la imagen del gobierno de Chifley, que se agravó con la tensión internacional causada por la Guerra Fría.